# قرنفل مدبب
القرنفل المدبب (باللاتينية: Dianthus cyri) نوع نباتي من جنس القرنفل من الفصيلة القرنفلية.